# Artediellichthys nigripinnis
Artediellichthys nigripinnis és una espècie de peix pertanyent a la família dels còtids i l'única del gènere Artediellichthys.

## Descripció
- Fa 13,7 cm de llargària màxima.
- És gris groguenc, més fosc al cap i la cua.
- Aletes dorsals, anal, pectorals i pèlviques totalment negres.[5][6]

## Hàbitat
És un peix marí i bentopelàgic que viu entre 200 i 815 m de fondària.

## Distribució geogràfica
Es troba al Pacífic nord: Alaska i Rússia.

## Observacions
És inofensiu per als humans.